# Nardo di Cione

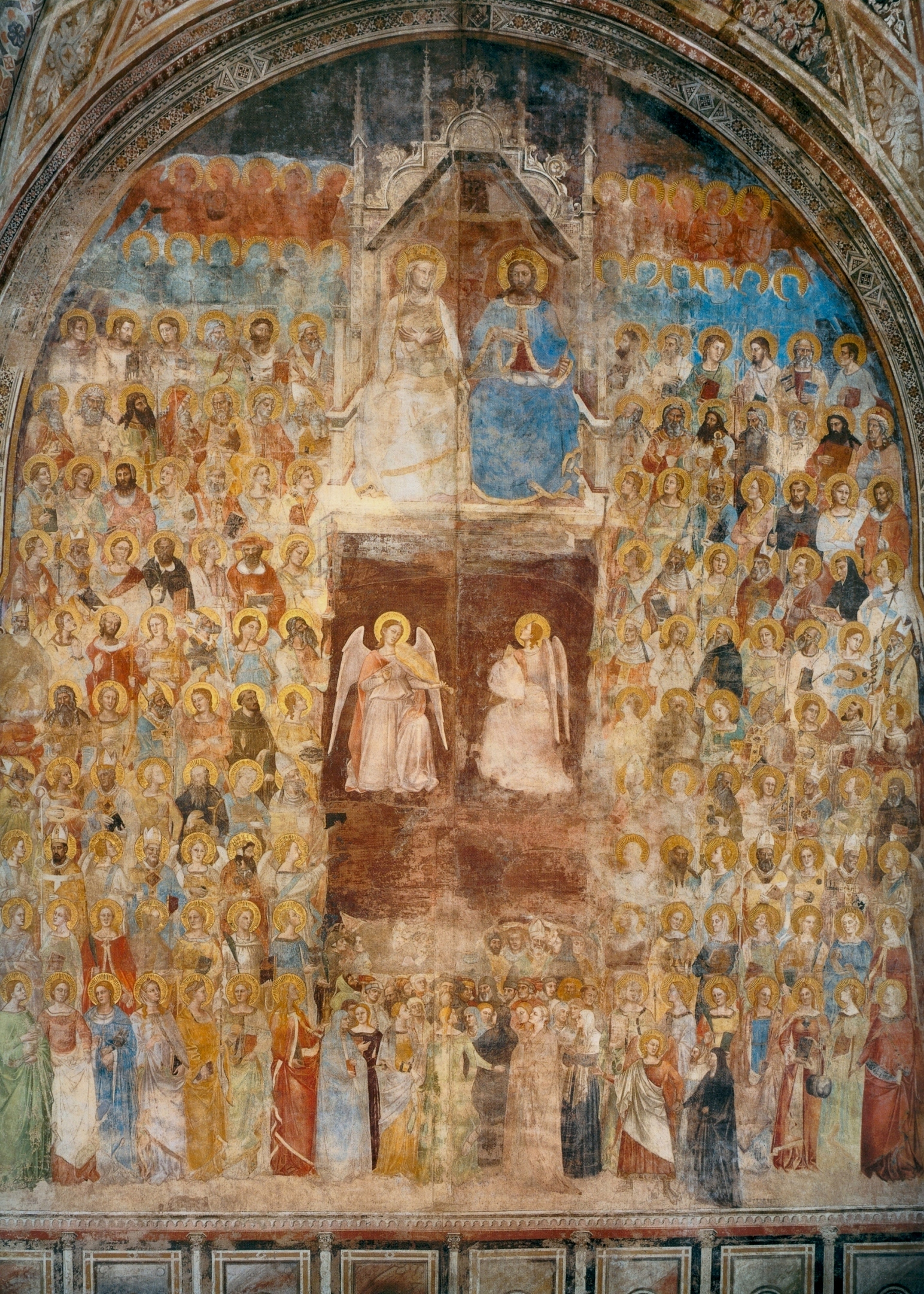
Paradies-Fresko in der Strozzi-Kapelle von Santa Maria Novella, Florenz

Nardo (Leonardo) di Cione (* um 1320 in Florenz; † um 1366 ebenda) war ein italienischer Maler und Architekt des ausgehenden Mittelalters bzw. der frühen Renaissance.

## Familie
Der Vater Nardo di Ciones war Goldschmied in Florenz. Drei Brüder sind ebenfalls bekannt – Andrea di Cione (besser bekannt unter dem Namen Orcagna) sowie Jacopo und Matteo di Cione. Nardo überlebte als einer von wenigen Künstlern die große Pestepidemie des Jahres 1348.

## Werk
Die vier Brüder unterhielten wahrscheinlich eine gemeinsame Werkstatt und arbeiteten oft zusammen, so dass eindeutige Zuschreibungen von Werken (Tafelbilder oder Fresken) schwierig sind. Die Ausgestaltung der Strozzi-Kapelle in der Kirche Santa Maria Novella in Florenz gilt als eines ihrer Hauptwerke; von Lorenzo Ghiberti (um 1380–1455) wurden einige der Fresken Nardo di Cione zugeordnet. Keines der Tafelbilder ist ansonsten durch Signatur oder andere Urkunden einem der Künstler mit Sicherheit zuschreibbar.

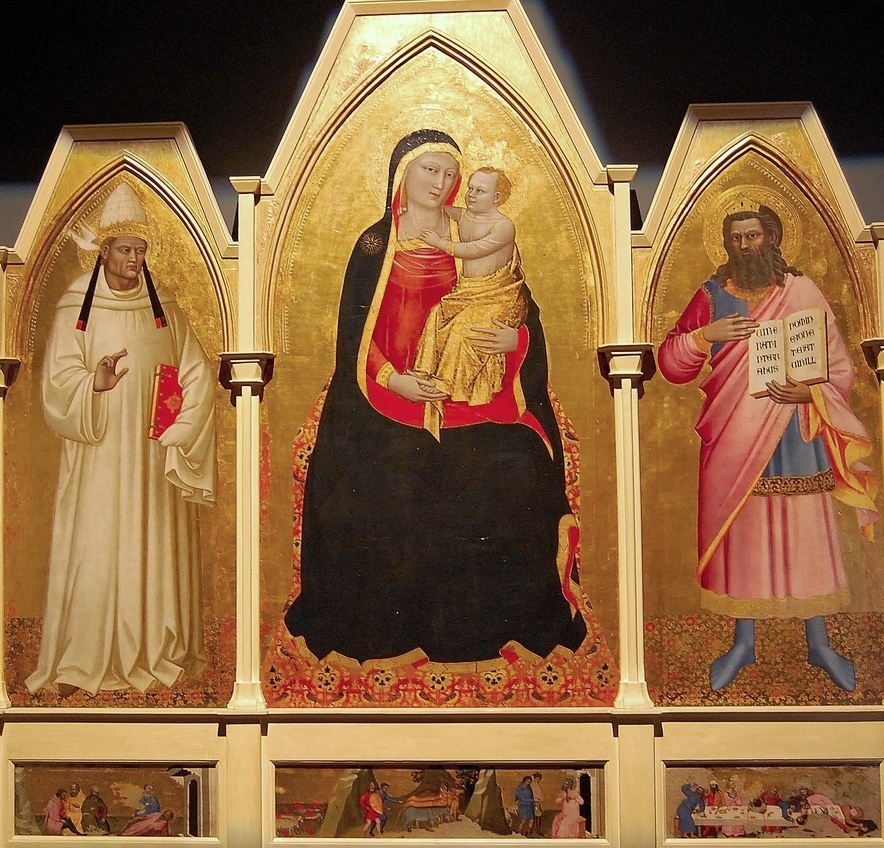
Maria mit Kind und Heiligen
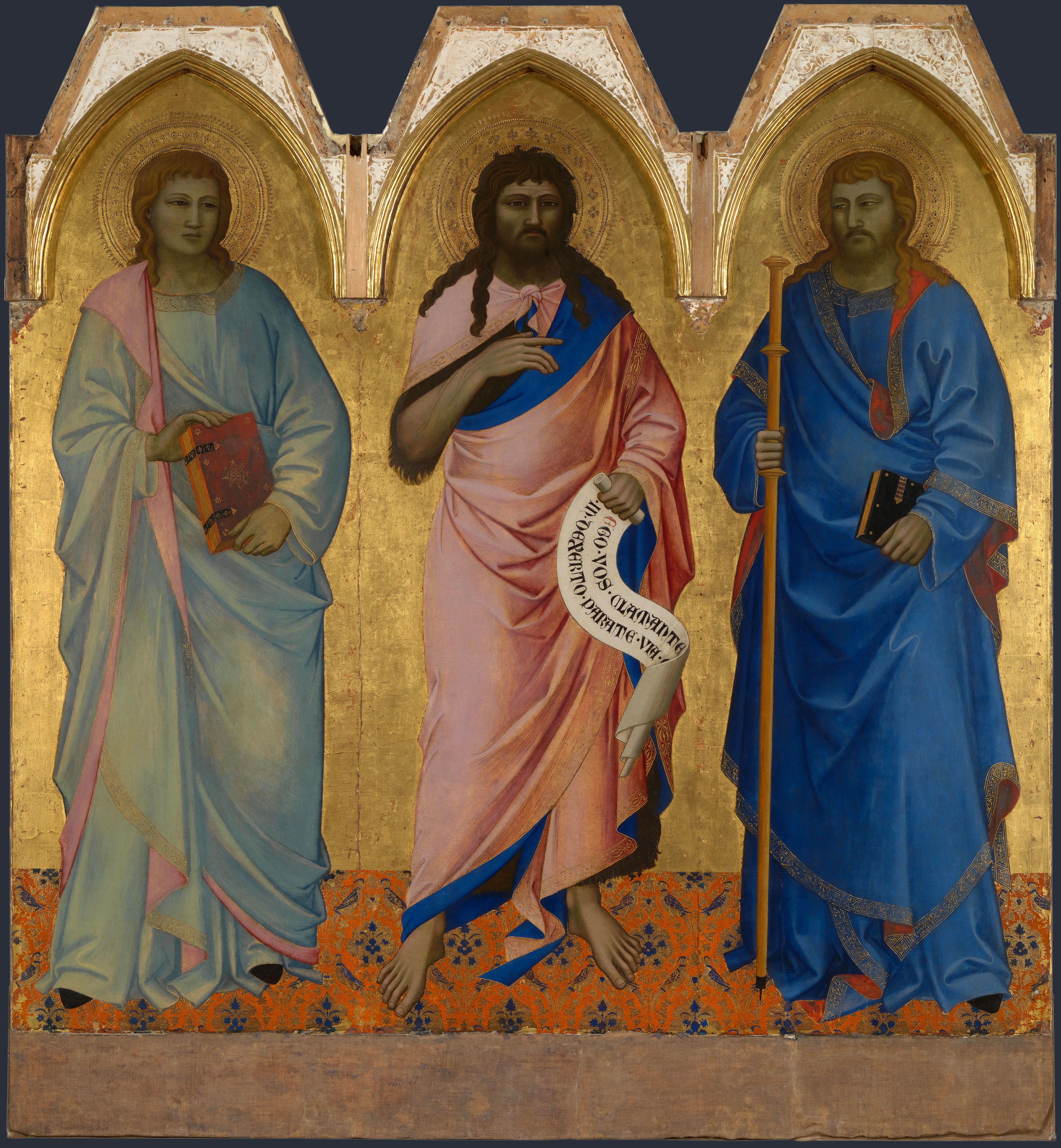
Drei Heilige
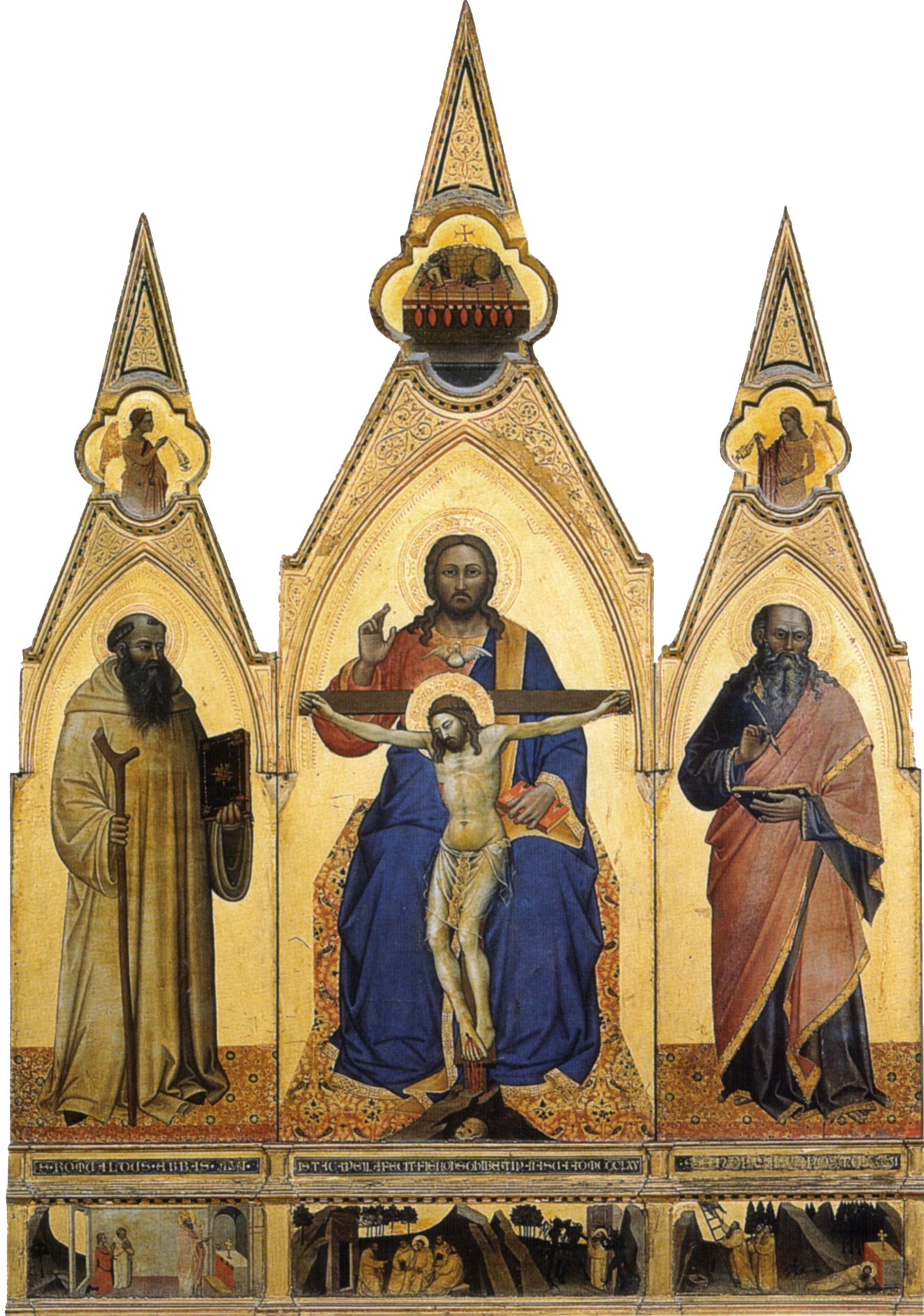
Gnadenstuhl und Heilige
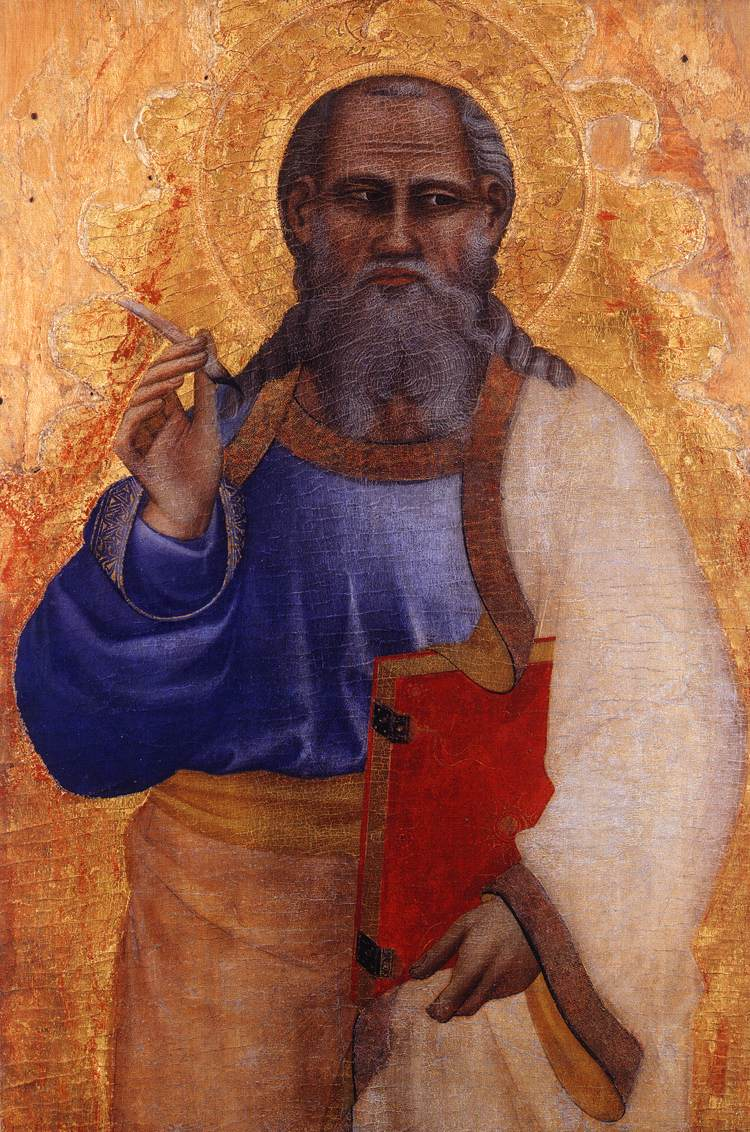
Johannes der Evangelist
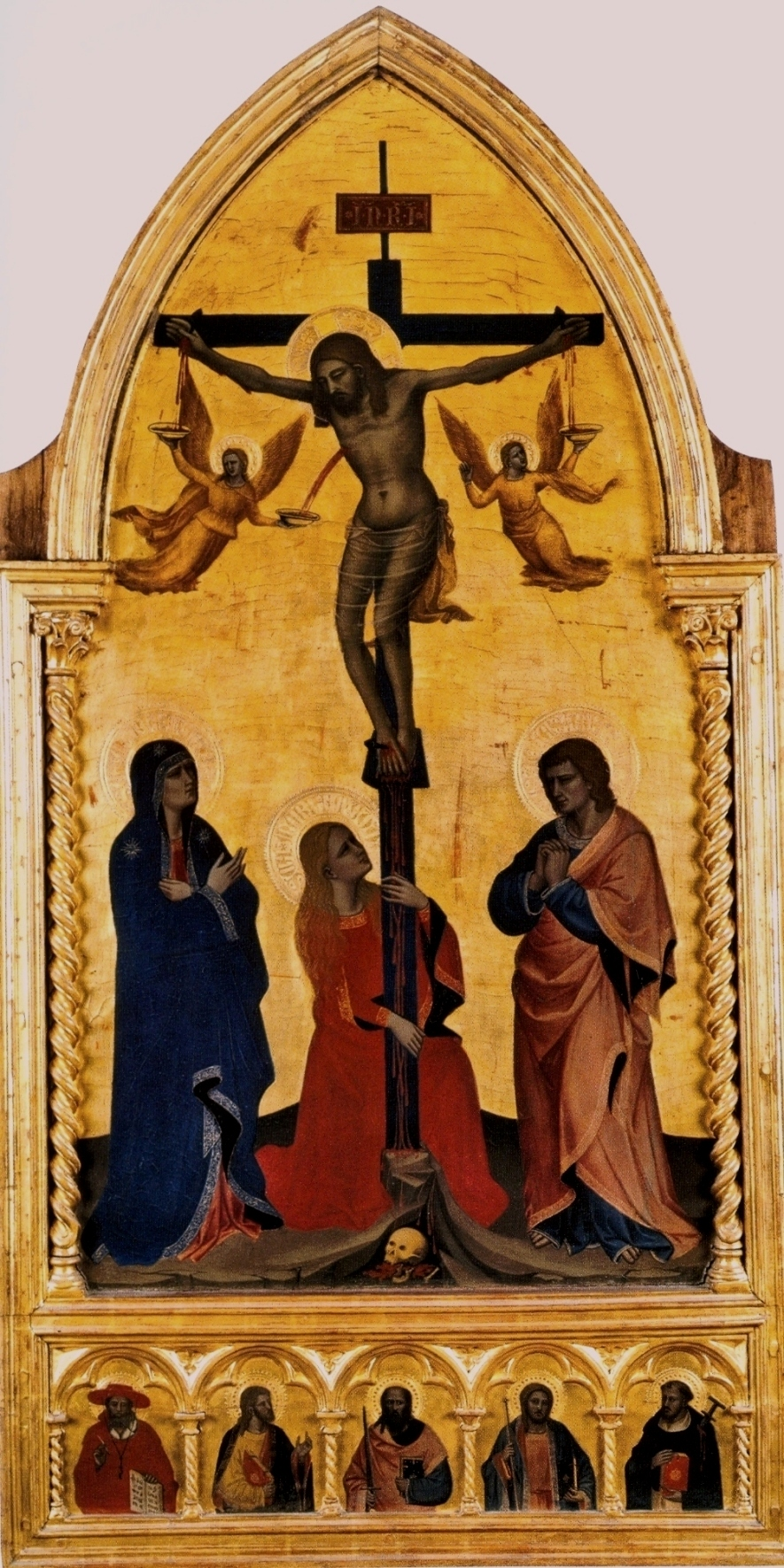
Kreuzigung
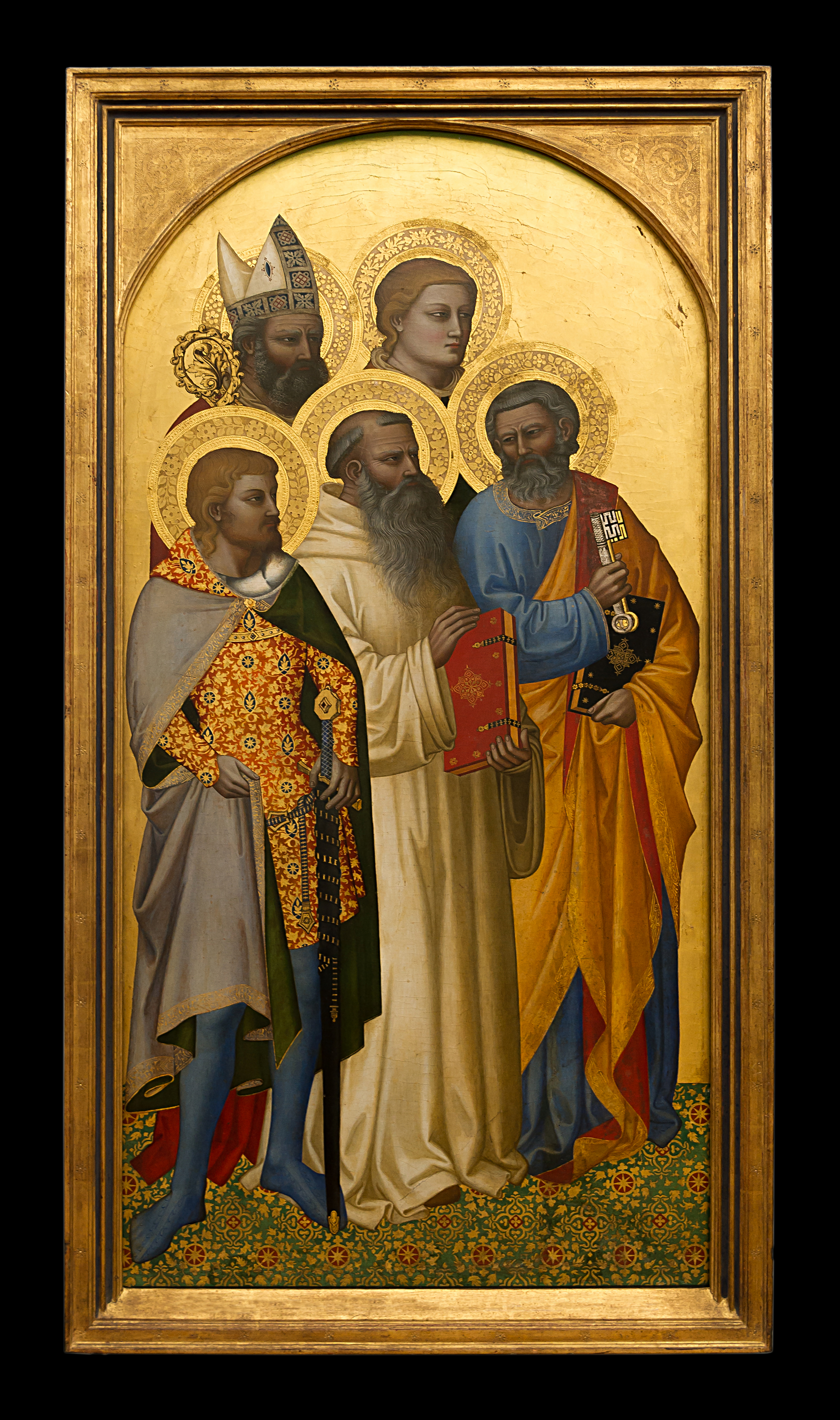
Fünf Heilige bzw. Apostel